# 山本藤助 (2代)
2代 山本 藤助（やまもと とうすけ、1874年（明治7年）6月1日 - 1926年（大正15年）8月16日）は、明治から大正期の実業家、政治家。衆議院議員。旧姓・山田。初代山本藤助の娘婿。

## 経歴
鳥取県邑美郡鳥取町寺町（現鳥取市寺町）で、旧鳥取藩士・山田頼実の長男として生まれる。修徳小学校（現・鳥取市立修立小学校）、育英高等小学校を卒業後、京都府商業学校（現・京都市立西京高等学校）に進み、1895年（明治28年）に卒業した。
同年、帝国海上保険会社（現・損害保険ジャパン）に入社。1907年（明治40年）6月、鉄鋼商・海運業を経営した初代山本藤助の未亡人に懇願され、その長女・山本としの入夫となり、2代藤助を襲名した。家業を発展させ、大阪商業会議所常議員、日本海員掖済会常議員、山本汽船代表取締役、大阪製鉄取締役、南洋製糖取締役、東印度貿易取締役、日本簡易火災保険取締役、実用自動車製造取締役などを務めた。
政界では、大阪市会議員に選出され、同参事会員も務めた。1920年（大正9年）5月、第14回衆議院議員総選挙に鳥取県第1区から無所属で出馬して当選。庚申倶楽部に所属し、衆議院議員を1期務めた。この間、千代川改修工事の請願採択に尽力した。
1916年（大正5年）私財を投じて帝塚山学院の設立に参画し、常任理事に就任。また、1918年（大正7年）には鳥取高等農業学校（現・鳥取大学農学部）の設立に際して10万円の寄付を行った。

## 親族
- 妻 山本とし（先代山本藤助の長女）[1][2]
- 長男 3代山本藤助（初名・丑之助）[1][2][10]